# Al Muḩammadīyah
Al Muḩammadīyah (arabiska: اَلْمُحَمَّدِيَّة) är en ö i Bahrain. Den ligger i Norra provinsen, i den nordvästra delen av landet. Arean är 0,14 kvadratkilometer.
Terrängen på Al Muḩammadīyah är mycket platt.